# 1000-km-Rennen auf dem Nürburgring 1962

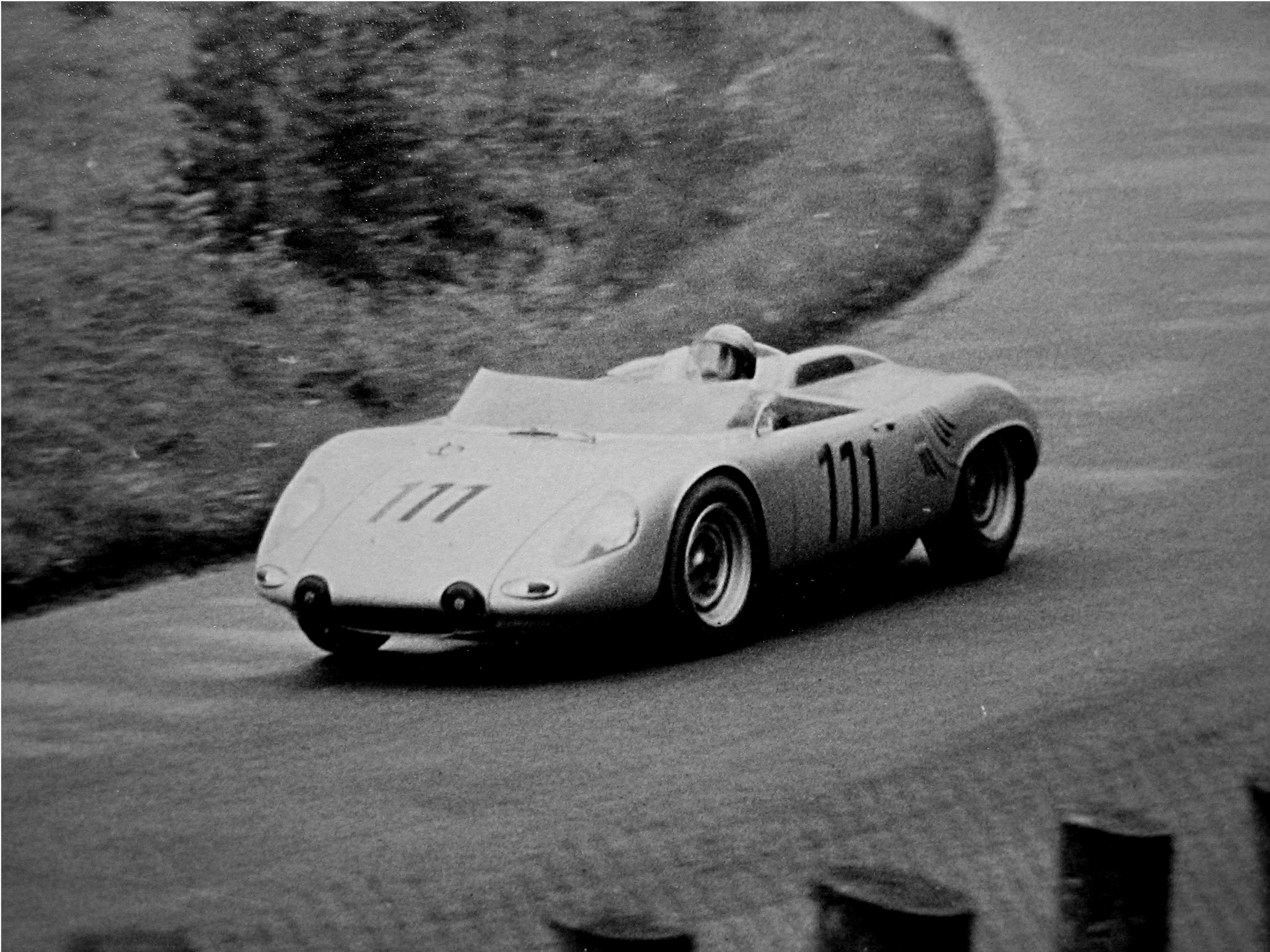
Hans Herrmann im Porsche 718 WRS; auf dem Weg zum dritten Rang in der Gesamtwertung und zum Sieg in der Klasse für Prototypen bis 2-Liter-Hubraum

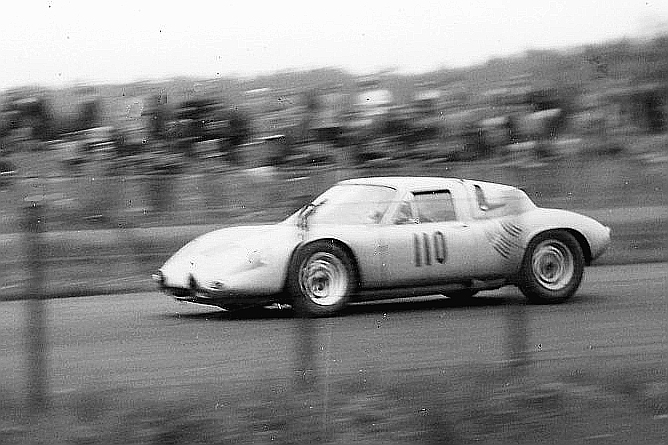
Porsche 718 GTR von Gurney/Bonnier in der Anfangsphase des Rennens am Ende der Zielgeraden beim Anbremsen der Südkehre

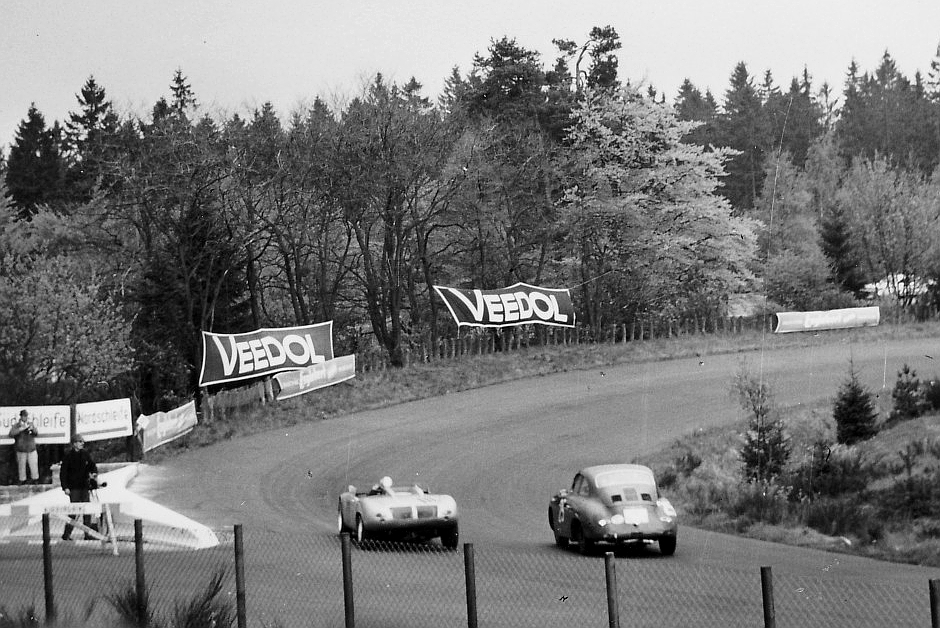
Porsche 718 W-RS, der spätere Drittplatzierte, und Porsche Carrera von Glemser/Wütherich in der Südkehre

Das achte  1000-km-Rennen auf dem Nürburgring, auch VIII. Int. ADAC 1000 km Nürburgring, fand am 27. Mai 1962 statt und war der siebte Wertungslauf der Sportwagen-Weltmeisterschaft dieses Jahres.

## Das Rennen
Nach dem Erfolg beim ersten 1000-km-Rennen auf dem Nürburgring 1953 (Alberto Ascari und Giuseppe Farina siegten auf einem Ferrari 375MM Vignale) hatte die Scuderia Ferrari bei den sechs folgenden Rennen keinen Gesamtsieg mehr erzielen können. Diesem Umstand wollte der italienische Rennstall mit einem Großaufgebot an Fahrzeugen 1962 entgegenwirken. Die Scuderia brachte vier Rennwagen in die Eifel, drei Dino-Ferrari und einen 330 LM GTO. Phil Hill und Olivier Gendebien fuhren einen Dino 256SP mit 2,4-Liter-Motor, die mexikanischen Rodríguez-Brüder Pedro und Ricardo einen Dino 268SP mit 2,6-Liter-8-Zylinder-Motor. Der dritte Dino war ein 196SP, der von Lorenzo Bandini und Giancarlo Baghetti gefahren wurde. Den 330 LM GTO pilotieren Willy Mairesse und Mike Parkes.
Porsche war mit zwei Wagen vertreten, beide Typ 718, die jeweils 2-Liter-8-Zylinder-Motoren hatten. Sensation im Rennen war aber ein kleines britisches Fahrzeug. Jim Clark im neuen Lotus 23 verblüffte zu Beginn des Rennens die knapp 160.000 Zuschauer. Bei starkem Regen ging Clark vom Start weg in Führung und beendete die erste Runde mit einem Vorsprung von 27 Sekunden auf den Porsche von Dan Gurney. Erst als die Strecke nach einigen Runden abzutrocknen begann, wurde er langsam eingeholt. In der zwölften Runde verlor Clark in der Hocheichenkurve ausgangs Hatzenbach die Kontrolle über das Fahrzeug und kam von der Strecke ab. Durch Dämpfe, die aus einem beschädigten Auspuff austraten, war ihm übel geworden, sodass er den Wagen nicht mehr beherrschte. Ein zweiter Lotus 23 mit Peter Ashdown und Bruce Johnstone am Steuer beendete das Rennen mit vier Runden Rückstand auf dem achten Rang der Gesamtwertung.
Nach dem Ausfall von Clark lag der Mairesse/Parkes-Ferrari in Führung. Die Nässe der Straße verursachte viele Dreher und Unfälle. Pedro Rodríguez war schon in der fünften Runde durch Unfall ausgeschieden. In der siebten Runde kollidierte Carlo-Maria Abate im Ferrari 250TRI der Scuderia Serenissima mit dem Alfa Romeo Giulietta SZ von Marcello de Luca di Lizzano. Alle Fahrer blieben dabei unverletzt.
Im letzten Renndrittel übernahmen Phil Hill und Olivier Gendebien die Führung und gaben sie bis ins Ziel nicht mehr ab. Spannend wurde es im Duell um den zweiten Platz. Joakim Bonnier hatte im Porsche 718 GTR den Rückstand auf den Mairesse/Parkes-Ferrari auf 16 Sekunden verkürzt, fiel aber eine Runde vor Schluss wegen eines Getriebeschadens aus. Dennoch ging der dritte Gesamtrang durch Graham Hill und Hans Herrmann im 718 WRS an Porsche. Die Siegerzeit betrug 7:33:27,700 Stunden für 1003,640 km, was einem Durchschnitt von 132,797 km/h entsprach.

## Ergebnisse

### Schlussklassement
| 1               | S 3.0  | 92  | SEFAC Ferrari              | Phil Hill Olivier Gendebien                           | Ferrari Dino 246SP               | 44 |
| 2               | P 4.0  | 120 | SEFAC Ferrari              | Willy Mairesse Mike Parkes                            | Ferrari 330LM GTO                | 44 |
| 3               | P 2.0  | 111 | Porsche System Engineering | Graham Hill Hans Herrmann                             | Porsche 718 WRS                  | 44 |
| 4               | S 3.0  | 96  | Essex Racing Stables       | Bruce McLaren Tony Maggs                              | Aston Martin DBR1/300            | 42 |
| 5               | GT 3.0 | 51  | Peter Nöcker               | Wolfgang Seidel Peter Nöcker                          | Ferrari 250 GT SWB               | 41 |
| 6               | GT 1.6 | 20  | Porsche System Engineering | Edgar Barth Herbert Linge                             | Porsche 356 B Carrera Abarth GTL | 41 |
| 7               | GT 3.0 | 47  | Pierre Noblet              | Jean Guichet Pierre Noblet                            | Ferrari 250 GT SWB               | 40 |
| 8               | S 1.0  | 65  | Ian Walker                 | Peter Ashdown Bruce Johnstone                         | Lotus 23                         | 40 |
| 9               | GT 1.6 | 22  | Paul-Ernst Strähle         | Gerhard Koch Eberhard Mahle                           | Porsche 356 B Carrera Abarth GTL | 40 |
| 10              | GT 3.0 | 55  | Henri Oreiller             | Henri Oreiller Roger Delageneste                      | Ferrari 250 GT SWB               | 40 |
| 11              | GT 1.6 | 25  | Dieter Glemser             | Dieter Glemser Rolf Wütherich                         | Porsche 356 B                    | 40 |
| 12              | GT 1.6 | 21  | Paul-Ernst Strähle         | Paul-Ernst Strähle Fritz Hahnl                        | Porsche 356 B                    | 39 |
| 13              | GT 1.3 | 14  | Rudolf-Wilhelm Moser       | Rudolf-Wilhelm Moser Lothar Bender                    | Alfa Romeo Giulietta SZ          | 39 |
| 14              | P 2.0  | 6   | Horst Estler               | Horst Estler Fritz Jüttner                            | Alfa Romeo Giulietta SZ          | 38 |
| 15              | P 4.0  | 59  | Max Werner                 | Max Werner Norman Olsen                               | Jaguar E-Type                    | 38 |
| 16              | GT 1.3 | 2   | Team Elite                 | John Wagstaff Pat Ferguson                            | Lotus Elite                      | 38 |
| 17              | S 3.0  | 94  | Georges Gachnang           | Georges Gachnang Edouard Grob                         | Cegga-Ferrari 3000S              | 38 |
| 18              | P 3.0  | 99  | Camoradi USA               | Lloyd Casner Masten Gregory                           | Maserati Tipo 61                 | 37 |
| 19              | P 1.0  | 103 | René Bonnet                | Jean Vinatier Gérard Laureau                          | René Bonnet Djet                 | 37 |
| 20              | GT 1.6 | 83  | Harry Merkel               | Harry Merkel Frank Kalkuhl Hans-Otto Kreft            | Porsche 356 B 1600               | 36 |
| 21              | GT 2.0 | 43  | Volvo Germany              | Josef Eschey Georg Bialas                             | Volvo P1800                      | 36 |
| 22              | GT 2.0 | 40  | Karl vom Kothen            | Karl vom Kothen Heinz Endemann                        | Volvo P1800                      | 35 |
| 23              | S 1.0  | 60  | Octagon                    | Mike Reid Jeff Sparrowe                               | Austin-Healey Sebring Sprite     | 35 |
| 24              | P 1.0  | 101 | Panhard & Levassor         | Bernard Boyer André Guilhaudin                        | CD Dyna                          | 35 |
| 25              | GT 2.0 | 39  | Guy Savoye                 | Guy Savoye Claude Savoye                              | Morgan Plus 4                    | 35 |
| 26              | S 1.0  | 67  | Claude Bobrowski           | Claude Bobrowski Claude Dubois                        | Fiat-Abarth 1000S                | 34 |
| 27              | GT 2.0 | 42  | Volvo Germany              | Karl-Heinz Grote Anselm von Oertzen                   | Volvo P1800                      | 34 |
| Ausgefallen     |        |     |                            |                                                       |                                  |    |
| 28              | P 2.0  | 110 | Porsche System Engineering | Dan Gurney Joakim Bonnier                             | Porsche 718 GTR                  | 42 |
| 29              | P 2.0  | 1   | Anton Fischhaber           | Anton Fischhaber Kurt Ahrens                          | Alfa Romeo Giulietta             | 37 |
| 30              | P 2.0  | 17  | Scuderia Sant Ambroeus     | Giancarlo Sala Elio Zagato                            | Alfa Romeo Giulietta SZ          | 36 |
| 31              | P 2.0  | 4   | Edmond Laub                | Edmond Laub Pierre Nicolier                           | Alfa Romeo Giulietta             | 36 |
| 32              | GT 1.6 | 27  | Lee Miller                 | Lee Miller Ed Schaffer                                | Sunbeam Alpine                   | 34 |
| 33              | S 2.0  | 79  | Chris Lawrence             | Chris Ashmore Robin Carnegie                          | Elva Mk.VI                       | 32 |
| 34              | GT 1.3 | 3   | Team Elite                 | Clive Hunt David Bruxton                              | Lotus Elite                      | 31 |
| 35              | S 2.0  | 70  | Heini Walter               | Heini Walter Hermann Müller                           | Porsche 718 RS/61                | 31 |
| 36              | GT 1.3 | 12  | Vögele & Leston            | Charles Vögele Les Leston                             | Lotus Elite                      | 30 |
| 37              | P 2.0  | 10  | David Hobbs                | David Hobbs Richard Attwood                           | Lotus Elite                      | 27 |
| 38              | GT 1.3 | 11  | Jean Carpentier            | Jean Carpentier Carl Smet                             | Alfa Romeo Giulietta             | 27 |
| 39              | P 2.0  | 18  | Karl Foitek                | Karl Foitek Ernst Furtmayr                            | Alfa Romeo Giulietta SZ2         | 26 |
| 40              | S 1.0  | 64  | Ian Walker                 | Paul Hawkins Peter Ryan                               | Lotus 23                         | 26 |
| 41              | GT 2.0 | 38  | Chris Lawrence             | Hugh Braithwaite Pip Arnold                           | Morgan Plus 4                    | 21 |
| 42              | S 2.0  | 71  | Heini Walter               | Herbert Müller Rudolf Jenzer                          | Porsche 718 RS                   | 21 |
| 43              | P 2.0  | 16  | Scuderia Sant Ambroeus     | Ludovico Scarfiotti Luigi Taramazzo                   | Alfa Romeo Giulietta             | 20 |
| 44              | GT 2.0 | 37  | Chris Lawrence             | Chris Lawrence Richard Shepherd-Barron                | Morgan Plus 4                    | 20 |
| 45              | GT 1.3 | 5   | Lufthansa                  | Dieter Wipperfürth Robert Huhn                        | Alfa Romeo Giulietta             | 16 |
| 46              | GT 1.3 | 8   | Jamaika Racing             | Peter Jackson Richard Melville                        | Lotus Elite                      | 14 |
| 47              | GT 3.0 | 49  | OSAC                       | Umberto Maglioli Gotfrid Köchert                      | Ferrari 250 GTO                  | 14 |
| 48              | S 1.0  | 62  | Octagon                    | J. M. Noble Derrick Astle                             | MG Midget                        | 13 |
| 49              | S 2.0  | 72  | SEFAC Ferrari              | Lorenzo Bandini Giancarlo Baghetti                    | Ferrari Dino 196SP               | 13 |
| 50              | P 1.0  | 102 | Panhard et Levassor        | Jean-Pierre Hanrioud Alain Bertaut                    | CD Dyna                          | 13 |
| 51              | GT 2.0 | 36  | Francis van Lysbeth        | Francis van Lysbeth Gonzalo van Bierbeek              | AC Ace                           | 12 |
| 52              | GT 3.0 | 53  | Ecurie Francorchamps       | Georges Berger Léon Dernier                           | Ferrari 250 GT SWB Drogo         | 12 |
| 53              | S 1.0  | 63  | Chris Lawrence             | Leonard Bridge Chris Spender                          | Deep Sanderson 301               | 12 |
| 54              | GT 1.6 | 24  | Ben Pon                    | Ben Pon Rob Slotemaker                                | Porsche 356 B Carrera Abarth GTL | 11 |
| 55              | S 1.0  | 66  | Frank Ruata                | Frank Ruata Joffre Lobry                              | Fiat-Abarth 1000S                | 11 |
| 56              | S 2.0  | 76  | Bob Olthoff                | Bob Olthoff John Whitmore                             | MGA                              | 11 |
| 57              | S 2.0  | 84  | Essex Racing Team          | Jim Clark Trevor Taylor                               | Lotus 23                         | 11 |
| 58              | S 2.0  | 73  | Taylor & Crawley           | Douglas Graham Christopher Martyn                     | Lotus 15                         | 10 |
| 59              | P 2.0  | 116 | Bruno Runte                | Bruno Runte Nicolas Koob                              | Porsche 718 GTR                  | 10 |
| 60              | P 4.0  | 57  | Peter Lumsden              | Peter Lumsden Peter Sargent                           | Jaguar E-Type                    | 9  |
| 61              | S 3.0  | 90  | Scuderia Serenissima       | Carlo-Maria Abate Nino Vaccarella                     | Ferrari 250TRI/61                | 7  |
| 62              | P 2.0  | 15  | Scuderia Sant Ambroeus     | Marcello de Luca di Lizzano Giancarlo Rigamonti       | Alfa Romeo Giulietta SZ          | 6  |
| 63              | S 2.0  | 82  | Pierre de Siebenthal       | Pierre de Siebenthal Francisco de Heredia             | Lotus Eleven                     | 6  |
| 64              | GT 3.0 | 54  | C. San Guisti Ferraro      | Giorgio Scarlatti Pietro Ferraro                      | Ferrari 250 GTO                  | 5  |
| 65              | GT 1.3 | 7   | Hans-Helmuth Hespen        | Dieter Machatius Hans-Otto Kreft                      | Alfa Romeo Giulietta             | 4  |
| 66              | GT 2.0 | 41  | Volvo Germany              | Jochen Neerpasch Herbert Schultze                     | Volvo P1800                      | 4  |
| 67              | S 3.0  | 93  | SEFAC Ferrari              | Pedro Rodríguez Ricardo Rodríguez                     | Ferrari Dino 268SP               | 4  |
| Nicht gestartet |        |     |                            |                                                       |                                  |    |
| 68              | GT 1.6 | 23  | OASC                       | Gerhart Greil H. P. Fürst                             | Porsche 356 B 1600               | 01 |
| 69              | GT 1.6 | 26  | Gerhard Mitter             | Eberhard Rank Gerhard Mitter                          | Porsche 356 B 1600               | 01 |
| 70              | GT 1.6 | 28  | Antonio Gentil de Herédia  | Antonio Gentil de Herédia Henrique Jose Burnay-Bastos | MGA                              | 01 |
| 71              | GT 1.6 | 31  | Hessen                     | Ulrich Rose Ludwig Walter                             | Porsche 356 B 1600               | 01 |
| 72              | GT 1.6 | 29  | Werner Lindermann          | Werner Lindermann Arthur Rosenhammer                  | MGA                              | 01 |
| 73              | GT 3.0 | 48  | Arena                      | Roger Zehr Robert Hauser                              | Ferrari 250 GT                   | 01 |
| 74              | GT 3.0 | 52  | Ecurie Francorchamps       | Georges Berger Jacques van der Haute                  | Ferrari 250 SWB                  | 01 |
| 75              | S 1.0  | 61  | Octagon                    | Robert Snow Ted Lund                                  | Austin-Healey Sebring Sprite     | 02 |
| 76              | S 2.0  | 74  | Rhein-Ruhr Racing          | Heinz Gilges Bernd Degner                             | Borgward Rennsport               | 03 |
| 77              | S 2.0  | 75  | Nicolas Garbett            | Nicolas Garbett Anthony Kilburn                       | Lotus                            | 01 |
| 78              | S 2.0  | 77  | Lausannoise                | André Wicky Guido Haberthur                           | Maserati Tipo 60                 | 01 |
| 79              | S 2.0  | 78  | Daniel de Magalhaes        | Mário de Araújo Cabral Daniel de Magalhaes            | Porsche 718                      | 01 |
| 80              | S 2.0  | 80  | Trentina                   | Armando Zampiero Domenico Lo Coco                     | WRE                              | 04 |

1 nicht gestartet
2 Unfall im Training
3 Motorschaden im Training
4 zurückgezogen

### Nur in der Meldeliste
Hier finden sich Teams, Fahrer und Fahrzeuge, die ursprünglich für das Rennen gemeldet waren, aber aus den unterschiedlichsten Gründen daran nicht teilnahmen.
| Pos. | Klasse | Nr. | Team                   | Fahrer                           | Chassis                    |
| ---- | ------ | --- | ---------------------- | -------------------------------- | -------------------------- |
| 81   | P 2.0  |     | TVR                    | Ninian Sanderson John Woolfe     | TVR Grantura               |
| 82   | S 1.0  |     | DRW                    | Jack Murrell Geoff Oliver        | DRW Terrier                |
| 83   | S 2.0  |     | Scuderia Sant Ambroeus | Tommy Spychiger Umberto Maglioli | Porsche 718                |
| 84   | P 2.0  |     | TVR                    | Peter Bolton Mike Rothschild     | TVR Grantura               |
| 85   | P 2.0  |     | TVR                    | Keith Ballisat Rob Slotemaker    | TVR Grantura               |
| 86   | GT 1.3 | 9   | Fitzwilliam Racing     | Jon Derisley John Nicholson      | Lotus Elite                |
| 87   | GT 1.6 | 30  | Ecurie Francorchamps   | Robert Darville                  | Porsche 356 B 1600         |
| 88   | GT 3.0 | 46  | Scuderia Serenissima   | Carlo-Maria Abate Colin Davis    | Ferrari 250 GTO            |
| 89   | GT 3.0 | 50  | Carlo Peroglio         | Carlo Peroglio Luigi Taramazzo   | Ferrari 250 GT             |
| 90   | GT 3.0 | 58  | Essex Racing Stables   |                                  | Aston Martin DB4 GT        |
| 91   | S 3.0  | 91  | Scuderia Serenissima   | Carlo-Maria Abate Colin Davis    | Ferrari                    |
| 92   | S 3.0  | 95  | UDT-Laystall           | Innes Ireland Masten Gregory     | Ferrari                    |
| 93   | S 1.0  | 104 | Jamaika Racing         | Peter Jackson John Anstead       | Austin-Healey Sprite       |
| 94   | S 1.0  | 105 | Gitane                 | Gordon Fowell Dan Margulies      | Gitane 1000                |
| 95   | P 2.0  | 115 | Lausannoise            | André Wicky Robert Jenny         | Abarth-Simca 1300 Bialbero |
| 96   | P 4.0  | 125 | Scuderia Serenissima   | Graham Hill Masten Gregory       | Maserati Tipo 151          |
| 97   | P 4.0  | 126 | Chaparral Cars         |                                  | Chaparral 1                |

### Klassensieger
| Klasse                  | Fahrer                  | Fahrer            | Fahrzeug                         | Platzierung im Gesamtklassement |
| ----------------------- | ----------------------- | ----------------- | -------------------------------- | ------------------------------- |
| Prototypen bis 4000 cm³ | Willy Mairesse          | Mike Parkes       | Ferrari 330TRI                   | Rang 2                          |
| Prototypen bis 3000 cm³ | Lloyd Casner            | Masten Gregory    | Maserati Tipo 61                 | Rang 18                         |
| Prototypen bis 2000 cm³ | Graham Hill             | Hans Herrmann     | Porsche 718 WRS                  | Rang 3                          |
| Prototypen bis 1000 cm³ | Jean Vinatier           | Gérard Laureau    | René Bonnet Djet                 | Rang 19                         |
| Sportwagen bis 3000 cm³ | Phil Hill               | Olivier Gendebien | Ferrari Dino 246SP               | Gesamtsieg                      |
| Sportwagen bis 2000 cm³ | kein Teilnehmer im Ziel |                   |                                  |                                 |
| Sportwagen bis 1000 cm³ | Peter Ashdown           | Bruce Johnstone   | Lotus 23                         | Rang 8                          |
| GT bis 3000 cm³         | Wolfgang Seidel         | Peter Nöcker      | Ferrari 250 GT SWB               | Rang 5                          |
| GT bis 2000 cm³         | Josef Eschey            | Georg Bialas      | Volvo P1800                      | Rang 21                         |
| GT bis 1600 cm³         | Edgar Barth             | Herbert Linge     | Porsche 356 B Carrera Abarth GTL | Rang 6                          |
| GT bis 1300 cm³         | Rudolf-Wilhelm Moser    | Lothar Bender     | Alfa Romeo Giulietta SZ          | Rang 13                         |

### Renndaten
- Gemeldet: 97
- Gestartet: 67
- Gewertet: 27
- Rennklassen: 11
- Zuschauer: 160.000
- Wetter am Renntag: kalt, zwischendurch leichter Regen
- Streckenlänge: 22,810 km
- Fahrzeit des Siegerteams: 7:33:27,700 Stunden
- Gesamtrunden des Siegerteams: 44
- Gesamtdistanz des Siegerteams: 1003,640 km
- Siegerschnitt: 132,797 km/h
- Pole Position: Phil Hill – Ferrari Dino 246SP (#92) – 9:25,500 = 145,210 km/h
- Schnellste Rennrunde: Phil Hill – Ferrari Dino 246SP (#92) – 9:31,900 = 143,585 km/h
- Rennserie: 7. Lauf zur Sportwagen-Weltmeisterschaft 1962